# Cuzieu (Loire)
Pour les articles homonymes, voir Cuzieu.
Cuzieu est une commune française située dans le département de la Loire, en région Auvergne-Rhône-Alpes.
Ses habitants s'appellent les Cuzieutaires.

## Géographie
Cuzieu fait partie du Forez. C'est un petit village de la Loire dans la plaine du Forez sur la rive droite de la Loire. Il est situé à 18 km de Montbrison, sa sous-préfecture, et 24 km de sa préfecture, Saint-Étienne.
Cuzieu est traversé par la Coise, rivière dont le village tire son nom.
| Montrond-les-Bains | Saint-André-le-Puy | Bellegarde-en-Forez |
| Unias              | Cuzieu             | Saint-Galmier       |
|                    | Rivas              | Chambœuf            |

### Climat
Pour des articles plus généraux, voir Climat d'Auvergne-Rhône-Alpes et Climat de la Loire.
En 2010, le climat de la commune est de type climat océanique altéré, selon une étude du Centre national de la recherche scientifique s'appuyant sur une série de données couvrant la période 1971-2000. En 2020, Météo-France publie une typologie des climats de la France métropolitaine dans laquelle la commune est exposée à un climat de montagne ou de marges de montagne et est dans la région climatique Nord-est du Massif Central, caractérisée par une pluviométrie annuelle de 800 à 1 200 mm, bien répartie dans l’année.
Pour la période 1971-2000, la température annuelle moyenne est de 10,9 °C, avec une amplitude thermique annuelle de 17 °C. Le cumul annuel moyen de précipitations est de 671 mm, avec 8,2 jours de précipitations en janvier et 6,5 jours en juillet. Pour la période 1991-2020, la température moyenne annuelle observée sur la station météorologique de Météo-France la plus proche, « Saint-Étienne-Bouthéon », sur la commune d'Andrézieux-Bouthéon à 9 km à vol d'oiseau, est de 11,9 °C et le cumul annuel moyen de précipitations est de 728,3 mm,. Pour l'avenir, les paramètres climatiques de la commune estimés pour 2050 selon différents scénarios d'émission de gaz à effet de serre sont consultables sur un site dédié publié par Météo-France en novembre 2022.

## Urbanisme

### Typologie
Au 1er janvier 2024, Cuzieu est catégorisée bourg rural, selon la nouvelle grille communale de densité à sept niveaux définie par l'Insee en 2022.
Elle appartient à l'unité urbaine de Montrond-les-Bains, une agglomération intra-départementale regroupant trois  communes, dont elle est une commune de la banlieue,,. Par ailleurs la commune fait partie de l'aire d'attraction de Saint-Étienne, dont elle est une commune de la couronne,. Cette aire, qui regroupe 105 communes, est catégorisée dans les aires de 200 000 à moins de 700 000 habitants,.

### Occupation des sols
L'occupation des sols de la commune, telle qu'elle ressort de la base de données européenne d’occupation biophysique des sols Corine Land Cover (CLC), est marquée par l'importance des territoires agricoles (87 % en 2018), en diminution par rapport à 1990 (89,8 %). La répartition détaillée en 2018 est la suivante : 
terres arables (45,2 %), prairies (28,4 %), zones agricoles hétérogènes (13,4 %), zones urbanisées (7,2 %), forêts (4,3 %), eaux continentales (1,5 %). L'évolution de l’occupation des sols de la commune et de ses infrastructures peut être observée sur les différentes représentations cartographiques du territoire : la carte de Cassini (XVIIIe siècle), la carte d'état-major (1820-1866) et les cartes ou photos aériennes de l'IGN pour la période actuelle (1950 à aujourd'hui).

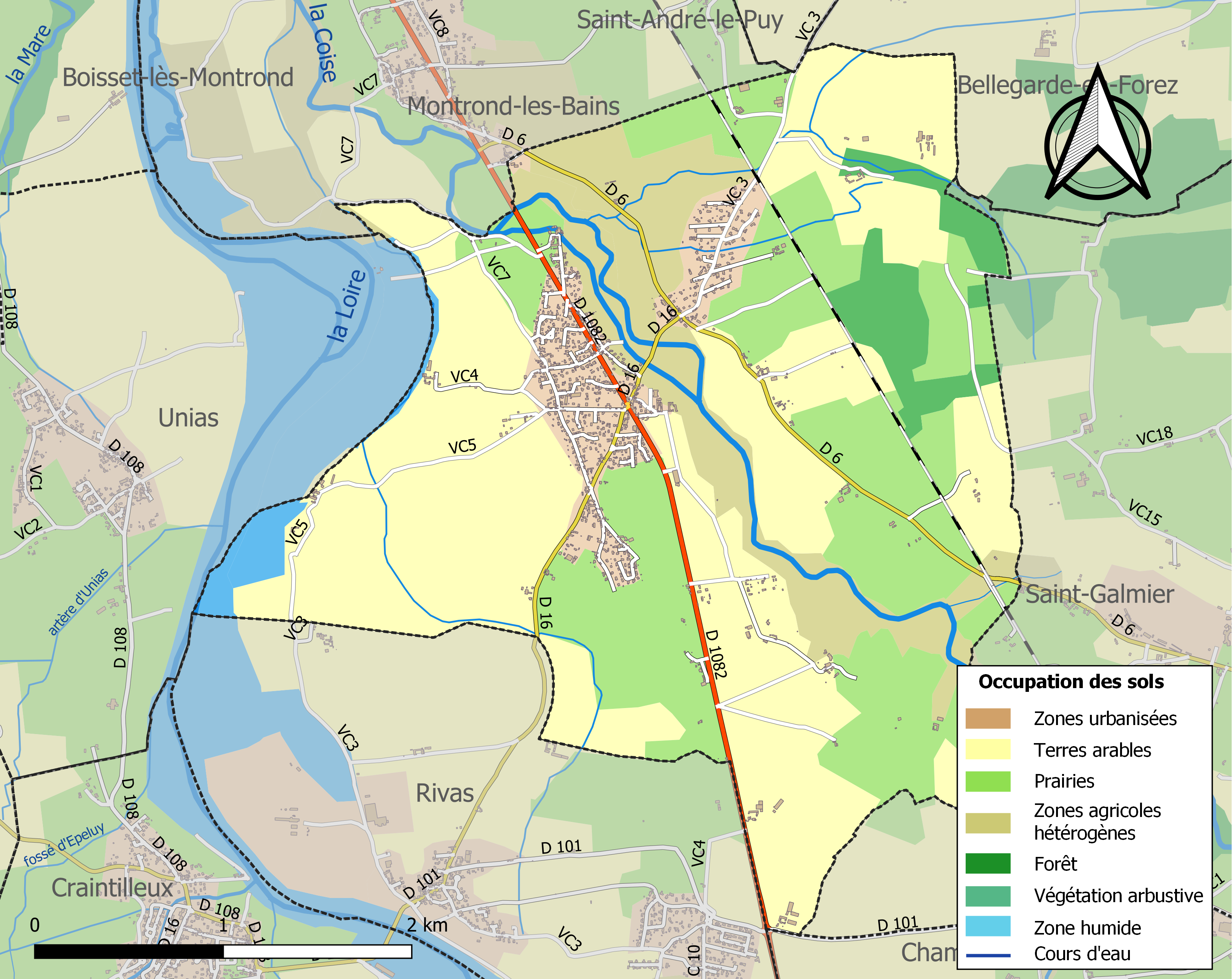
Carte des infrastructures et de l'occupation des sols de la commune en 2018 (CLC).

## Héraldique
| Blason de Cuzieu ce blason est celui de Blaise Denis, échevin de Lyon en 1733, qui après avoir acheté la seigneurie de Cuzieu en 1737 a porté le nom de Denis de Cuzieu | Blason  | D’azur à la bande d’argent chargée de trois écrevisses de gueules, accompagnée en chef de cinq étoiles d’or rangées en deux bandes de 2 et de 3, et en pointe de trois besants d'argent ordonnés 1 et 2 (en orle). |
| Blason de Cuzieu ce blason est celui de Blaise Denis, échevin de Lyon en 1733, qui après avoir acheté la seigneurie de Cuzieu en 1737 a porté le nom de Denis de Cuzieu | Détails | Le statut officiel du blason reste à déterminer. |

## Politique et administration
La maire sortante a été réélue au premier tour des élections municipales de 2014, seule représentante, avec un taux de participation de 47,52 %. 15 sièges sont pourvus dont 2 au conseil communautaire.
| Période                                  | Période  | Identité               | Étiquette   | Qualité |
| ---------------------------------------- | -------- | ---------------------- | ----------- | ------- |
|                                          |          | Jean-Auguste Boucherie |             |         |
| Les données manquantes sont à compléter. |          |                        |             |         |
| 1965                                     | 1989     | Yves Meynier           | non affilié |         |
| 1989                                     | 2008     | Jean Noailly           | non affilié |         |
| 2008                                     | En cours | Armelle Desjoyaux      | non affilié |         |

## Population et société

### Démographie
L'évolution du nombre d'habitants est connue à travers les recensements de la population effectués dans la commune depuis 1793. Pour les communes de moins de 10 000 habitants, une enquête de recensement portant sur toute la population est réalisée tous les cinq ans, les populations de référence des années intermédiaires étant quant à elles estimées par interpolation ou extrapolation. Pour la commune, le premier recensement exhaustif entrant dans le cadre du nouveau dispositif a été réalisé en 2007.

En 2022, la commune comptait 1 496 habitants, en évolution de −0,93 % par rapport à 2016 (Loire : +1,32 %, France hors Mayotte : +2,11 %).
| 1793 | 1800 | 1806 | 1821 | 1831 | 1836 | 1841 | 1846 | 1851 |
| ---- | ---- | ---- | ---- | ---- | ---- | ---- | ---- | ---- |
| 300  | 397  | 345  | 577  | 475  | 545  | 573  | 613  | 607  |

| 1856 | 1861 | 1866 | 1872 | 1876 | 1881 | 1886 | 1891 | 1896 |
| ---- | ---- | ---- | ---- | ---- | ---- | ---- | ---- | ---- |
| 607  | 609  | 629  | 611  | 612  | 645  | 668  | 670  | 706  |

| 1901 | 1906 | 1911 | 1921 | 1926 | 1931 | 1936 | 1946 | 1954 |
| ---- | ---- | ---- | ---- | ---- | ---- | ---- | ---- | ---- |
| 684  | 676  | 632  | 558  | 562  | 536  | 511  | 553  | 503  |

| 1962 | 1968 | 1975 | 1982 | 1990  | 1999  | 2006  | 2007  | 2012  |
| ---- | ---- | ---- | ---- | ----- | ----- | ----- | ----- | ----- |
| 524  | 466  | 585  | 712  | 1 155 | 1 389 | 1 478 | 1 490 | 1 494 |

| 2017  | 2022  | - | - | - | - | - | - | - |
| ----- | ----- | - | - | - | - | - | - | - |
| 1 525 | 1 496 | - | - | - | - | - | - | - |

## Économie
La plupart des actifs exerçant sur le territoire de la commune sont des agriculteurs (éleveurs et céréaliers) mais on trouve également une minoterie.
Le nombre d'agriculteurs a beaucoup diminué ces dernières années passant de plus de 30 en 1970 à moins de 10 aujourd'hui.

## Culture locale et patrimoine

### Lieux et monuments

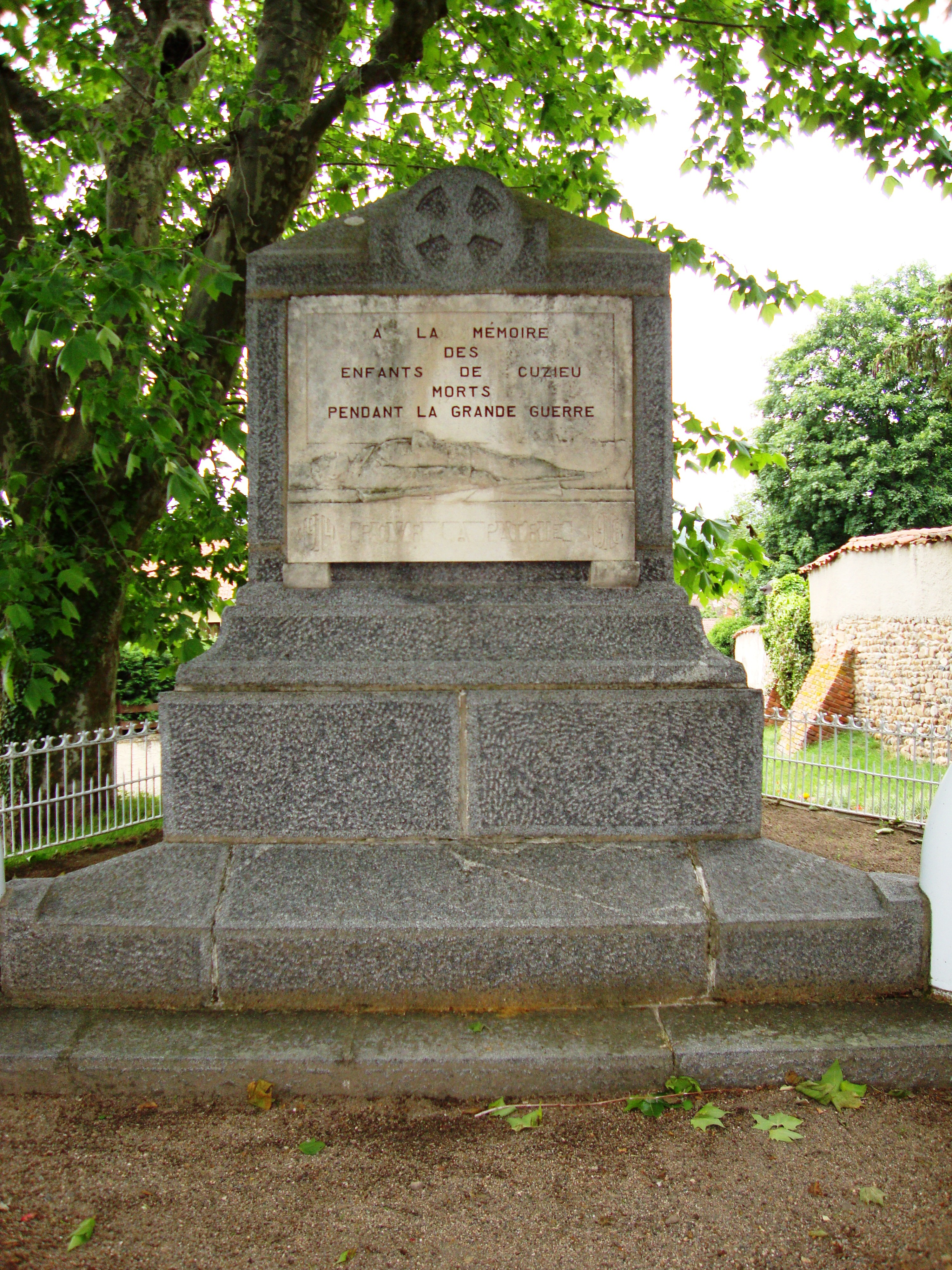
Monument aux morts.

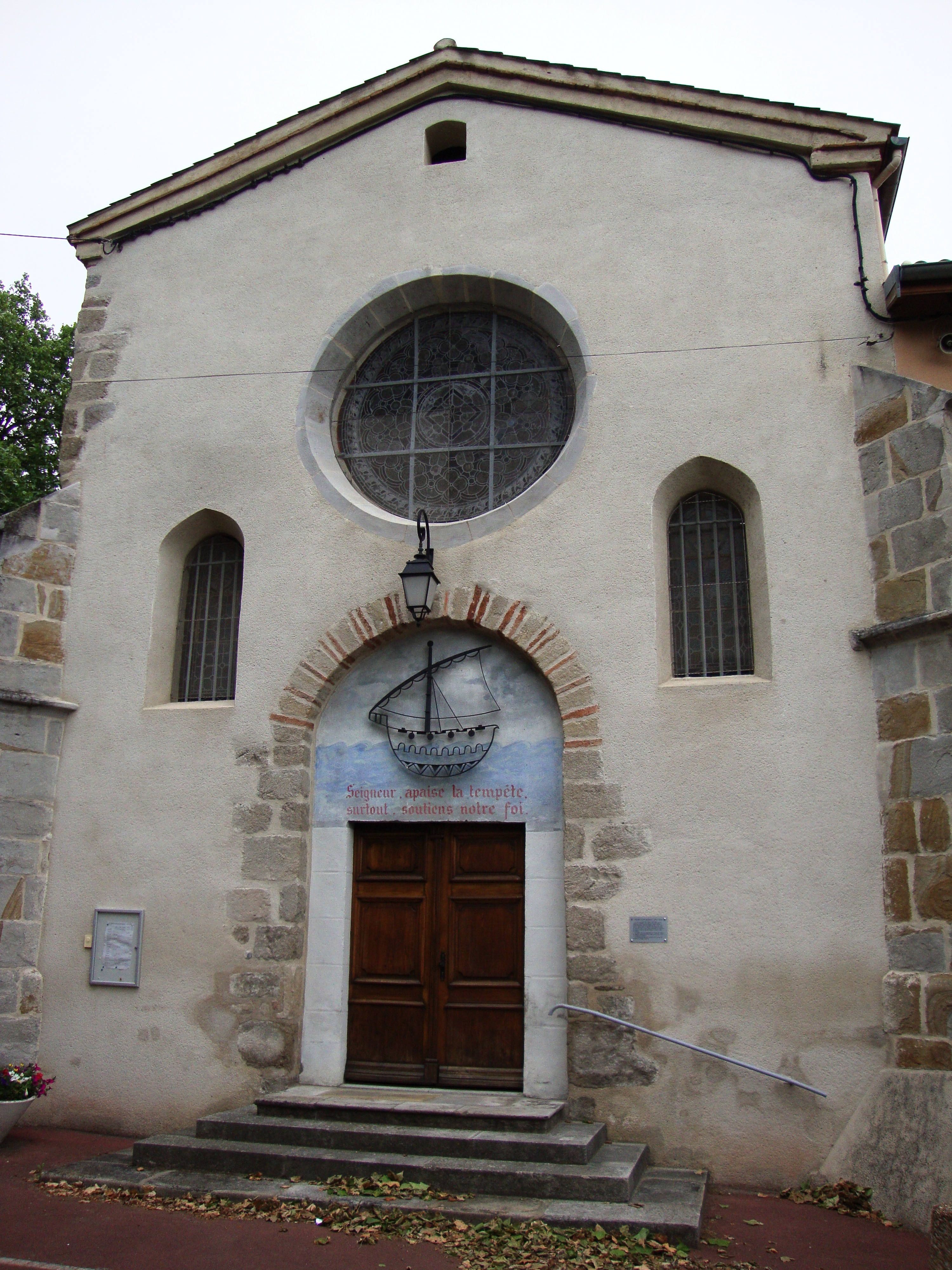
Façade de l'église.

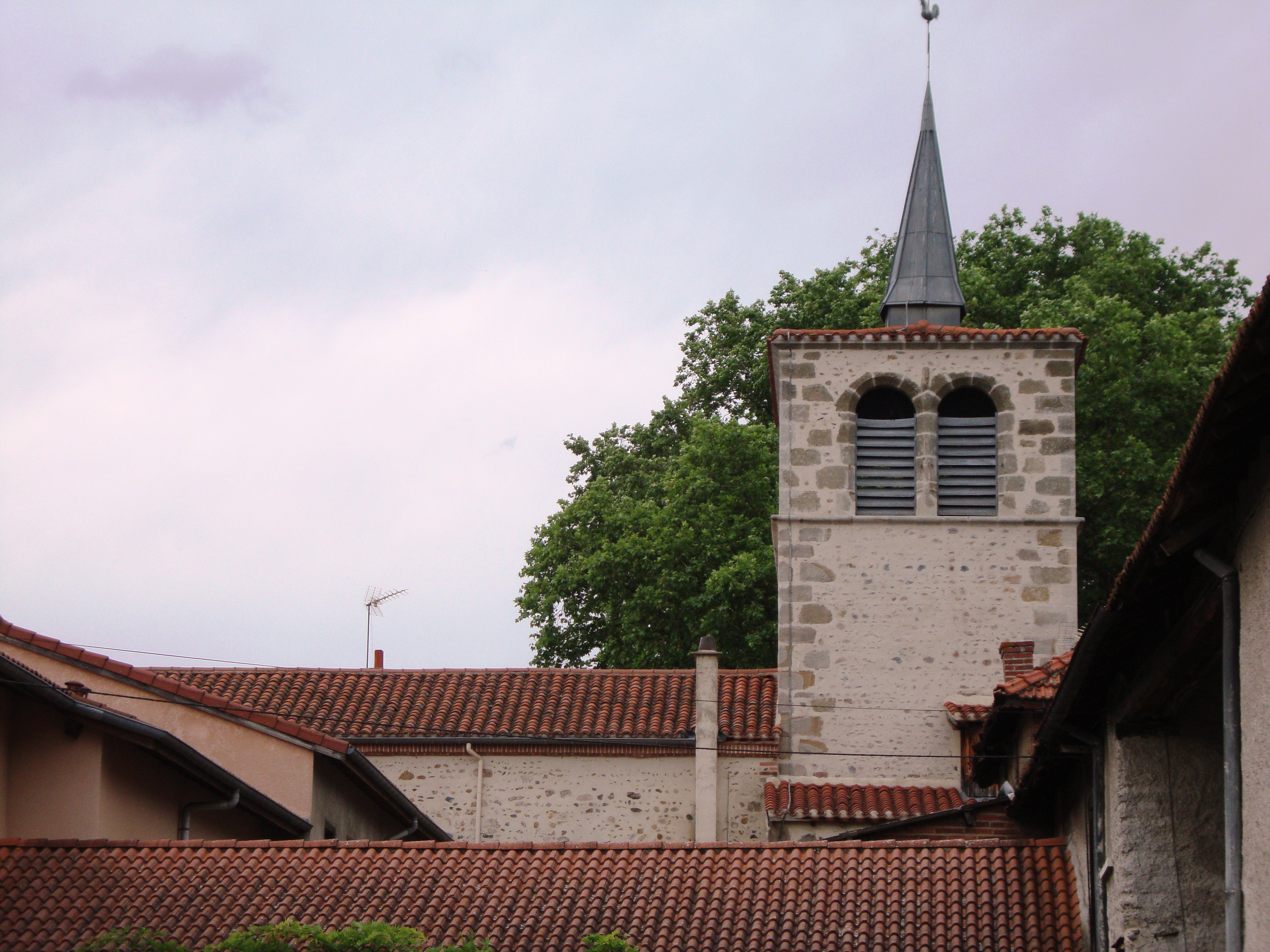
Toit et tour de l'église.

- Château de style Renaissance dont une pièce, la grande salle, est classée aux monuments historiques..
- Église paroissiale Saint-Martin de Cuzieu, adossée au château ; sa partie la plus ancienne remonte au XIVe siècle ; elle abrite des fresques remarquables redécouvertes récemment.
- Le village compte une dizaine de croix dont les plus anciennes remontent aux XVIe et XVIIe siècles.
- Preuve de l'occupation antique du site de Cuzieu, un vase datant du Ier siècle apr. J.-C. a été découvert au carrefour de la route de Rivas (Départementale 16) et du chemin communal dit la Côte du Mulet ; ce vase est conservée à Montbrison au musée de la Diana.

### Personnalités liées à la commune
- Jean-Auguste Boucherie (1801-1871), docteur en médecine, inventeur du procédé Boucherie de préservation des bois, fut maire de la commune et propriétaire du château de Cuzieu.